# Mogovolas
Mogovolas é um distrito da província de Nampula, em Moçambique, com sede na vila de Nametil. Tem limite, a norte com os distritos de Nampula e Meconta, a oeste com os distritos de Murrupula e Gilé (distrito da província da Zambézia), a sul com o distrito de Moma, a sudeste com o distrito de Angoche e a nordeste com o distrito de Mogincual.

## Demografia
Em 2007, o Censo indicou uma população de 266 559 residentes. Com uma área de 4771  km², a densidade populacional rondava os 55,87 habitantes por km².
De acordo com o Censo de 1997, o distrito tinha 182 184 habitantes, daqui resultando uma densidade populacional de 38,2 habitantes por km².

## Divisão administrativa
O distrito está dividido em cinco postos administrativos: Calipo, Ilute, Muatua, Nametil e Nanhupo Rio, compostos pelas seguintes localidades:
- Posto Administrativo de Calipo:
  - Calipo
- Posto Administrativo de Ilute:
  - Ilute
- Posto Administrativo de Muatua:
  - Muatua
- Posto Administrativo de Nametil:
  - Nametil
- Posto Administrativo de Nanhupo Rio:
  - Nanhupo Rio